# San Sebastián, Zumpango
San Sebastián är en ort i Mexiko, tillhörande kommunen Zumpango i delstaten Mexiko. San Sebastián ligger i den centrala delen av landet och tillhör Mexico Citys storstadsområde. Orten hade 5 904 invånare vid folkräkningen 2010.